# Robert Plot
Robert Plot (13. prosince 1640 – 30. dubna 1696) byl anglický přírodovědec, profesor chemie a první ředitel Ashmoleova muzea. Zajímal se také o nově se rodící obory jako archeologie (zaměnil však římské památky za anglosaské) a budoucí paleontologie. Pátral po přírodních kuriozitách po celé zemi a v roce 1676 nebo 1677 poprvé vyobrazil velkou kost dinosaura rodu Megalosaurus (nebo jiného příbuzného rodu velkého dravého teropoda), přestože ještě nepochopil, jakého tvora má před sebou. Tato dolní část stehenní kosti (femuru) je však dnes již pravděpodobně ztracena.

## Dílo
výběr
- The natural History of Oxford-shire. Being an essay towards the Natural History of England, Minet, Chichelet, 1972 <Repr. d. Ausg. Oxford, 1677>
- The natural history of Stafford-shire, Morton, Manchester, 1973, ISBN 0-901598-65-8 <Repr. d. Ausg. Oxford 1686>
- De Origine Fontium, Tentamen Philosophicum. In praelectione habita coram Societate Philosophica nuper Oxonii instituta ad Scientiam naturalem promovendam, Sheldon, Oxford, 1685